# Acadêmicos do Manoel Honório
Associação Cultural e Recreativa Acadêmicos do Manoel Honório (ACR Acadêmicos do Manoel Honório) é uma escola de samba da cidade de Juiz de Fora, no estado brasileiro de Minas Gerais. 

## História
A escola foi fundada em 1977, pelo carnavalesco Fernando Lourenço Torres, dono do Bar Montreal. Tradicional ponto de encontro, o estabelecimento servia de concentração para o bloco “Vai Quem Quer”, que saia sempre às sextas-feiras, antes do carnaval. 
A agremiação, que começou como uma brincadeira de amigos, cresceu e ganhou prestígio. O sucesso foi tão grande que o “Vai Quem Quer” recebeu convite da Prefeitura para desfilar na avenida. 
Em 2007, no Grupo 1-B, apresentou o enredo “Manoel Honório viaja na Estrada Real: Riquezas, história, cultura e arte em nosso carnaval”. No Carnaval 2008, desfilou pelo Grupo de Avaliação, cantando o enredo “Pra não dizer que falei de flores... Manoel Honório fala dessa cultura”. No ano de 2009 e 2010 não se apresentou. A escola retornara a passarela do samba em 2011.
Escola tradicional do carnaval da cidade, em 2010 esteve fora dos desfiles oficiais. retornou em 2011, com um enredo sobre a cana de açúcar, sendo a campeã do Grupo C do Carnaval Juizforano. Em 2012 no grupo B apresentou enredo sobre a Lua.

## Segmentos

### Presidentes
| Nome                                                  | Mandato        | Ref.  |
| ----------------------------------------------------- | -------------- | ----- |
| Antônio Marcos Pinto Ribeiro da Silva (Marcos Coruja) | ? - atualidade | [ 2 ] |

### Diretores
| Ano  | Diretor de Carnaval | Diretor geral de harmonia | Mestre de bateria | Ref.  |
| ---- | ------------------- | ------------------------- | ----------------- | ----- |
| 2013 |                     |                           | Nem               | [ 2 ] |
| 2016 |                     |                           |                   |       |

### Coreógrafo
| Ano  | Nome | Ref. |
| ---- | ---- | ---- |
| 2015 |      |      |
| 2016 |      |      |

### Casal de Mestre-sala e Porta-bandeira
| Ano  | Nome            | Ref.  |
| ---- | --------------- | ----- |
| 2013 | Hilário e Nádia | [ 2 ] |
| 2016 |                 |       |

### Rainhas de bateria
| Período | Rainha | Madrinha | Ref. |
| ------- | ------ | -------- | ---- |
| 2015    |        |          |      |
| 2016    |        |          |      |

## Carnavais
| Ano                          | Colocação                    | Grupo                        | Enredo | Carnavalesco                 | Intérprete                   | Ref.                 |
| ---------------------------- | ---------------------------- | ---------------------------- | --- | ---------------------------- | ---------------------------- | -------------------- |
| 1983                         |                              |                              | A visita dos deuses ao país do carnaval |                              |                              | [ 1 ]                |
| Não desfilou de 1989 a 2000. | Não desfilou de 1989 a 2000. | Não desfilou de 1989 a 2000. | Não desfilou de 1989 a 2000. | Não desfilou de 1989 a 2000. | Não desfilou de 1989 a 2000. | [ 1 ]                |
| 2002                         | Campeã                       | B                            | Tainacã... A Grande Estrela na Lenda da Floresta Encantada |                              | [ 1 ]                        |                      |
| 2004                         |                              | A                            | Diamante o brilho que fascina | Saulo Saúde e Lúcia Ventura  | [ 1 ] [ 6 ]                  |                      |
| Não desfilou em 2005.        |                              |                              | |                              |                              |                      |
| 2006                         | 4º lugar                     | B                            | Flash, Festas e Glamour, Eduardo Gomes 15 anos de sucessos |                              | [ 1 ] [ 7 ]                  |                      |
| 2007                         | 7º lugar                     | B                            | Manoel Honório viaja na estrada real: História, cultura e arte em nosso carnaval Compositores:Heron Santos (Poeta), Nilmar Romano, Sérgio Português, Bebeto e José Carlos Interpretes:Nilmar Romano e Edinho Leal | Mário Carvalho e Cazé Rocha  | [ 1 ] [ 3 ] [ 8 ]            |                      |
| 2008                         | Vice-campeã                  | Avaliação                    | Pra não dizer que falei de flores... Manoel Honório fala dessa cultura Compositores:Amilton Damião e Edinho Leal Interpretes:Zezé do Pandeiro, Edinho Leal e Edmilson                                             | Mário Carvalho e Cazé Rocha  | [ 1 ] [ 9 ]                  |                      |
| Não desfilou em 2009 e 2010. |                              |                              | |                              |                              |                      |
| 2011                         | Campeã                       | C                            | Cana Pra Que Te Quero Compositores: Edynel, Zezé do Pandeiro, Paulo Carioca e Edson Leal | Aloísio Costa                | Zezé do Pandeiro             | [ 11 ] [ 12 ]        |
| 2012                         | 3º lugar                     | B                            | Do luar que clareia a academia, histórias, magias, mistérios e lendas fascinantes. | Aloísio Costa                |                              | [ 10 ] [ 13 ] [ 14 ] |
| 2013                         | 3º lugar                     | B                            | Maravilhas brasileiras | Jackson Almeida              | Edmilson, Ari e Gaguinho     | [ 2 ] [ 15 ]         |
| 2014                         | 2º lugar                     | B                            | O futebol brasileiro no fantástico mundo das Copas |                              |                              | [ 16 ]               |
| 2015                         | 2º lugar                     | B                            | Um convite especial |                              |                              |                      |
| 2016                         |                              | B                            | |                              |                              |                      |